# 呉少陽
呉 少陽（ご しょうよう、生年不詳 - 814年）は、唐代の軍人。淮西節度使。本貫は滄州清池県。

## 経歴
はじめ呉少誠の父の呉翔が魏博軍中にあり、少陽とあい親しんでいた。呉少誠が知淮西留後となると、少陽は金帛を手厚く受け取りやってきて、父方の従弟を名乗り、軍職をつとめた。少陽は官爵を重ねて、呉少誠の家に出入りし、たいへん親しい間柄であった。少陽は呉少誠が疑い深く残忍なことを知っていたため、害されることを恐れて、外任として出たいと求めた。呉少誠の上表により、少陽は申州刺史となり、御史大夫を兼ねた。少陽は大らかで気安い性格であったため、呉少誠の部下たちのうち少陽につく者が多かった。呉少誠の病が重くなると、家僮の鮮于熊児は呉少誠の意と偽って、少陽を呼び寄せた。ときすでに呉少誠は人事不省に陥っており、意を偽って少陽は摂副使・知蔡州事を代行した。呉少誠の子の呉元慶が年20あまりで、先に軍職となっていたが、少陽はひそかにこれを殺害した。
元和4年（809年）、呉少誠が死去すると、少陽は自ら留後となった。ときに王承宗が成徳軍節度使の王士真の後を嗣ごうと求めて、勅命を受け入れなかった。憲宗は怒り、王承宗を討つことにしたが、兵が両河にまたがることを望まなかった。そこで遂王李宥に彰義軍節度使を遥領させ、少陽が節度留後をつとめるよう命じた。元和6年（811年）、少陽は工部尚書を検校し、彰義軍節度使・申光蔡等州観察使をつとめた。少陽は蔡州に拠ることおよそ5年、入朝することはなかった。汝南の地は広野大沢が多く、馬や牛などの家畜を養うことができた。ときに少陽は寿州の茶山の利を略奪し、内々に多くの亡命者を匿い、その軍を充実させた。またしばしば牧馬を朝廷に献上したので、詔により嘉された。元和9年（814年）9月、少陽は死去した。尚書右僕射の位を追贈された。
長男に呉元済があった。

## 伝記資料
- 『旧唐書』巻145 列伝第95
- 『新唐書』巻214 列伝第139